# Vridvingar (fåglar)
För insektsordningen Strepsiptera, se vridvingar.
Vridvingar (Cnipodectes) är ett litet släkte i familjen tyranner inom ordningen tättingar. Släktet omfattar endast två arter med utbredning i Sydamerika från östra Panama till norra Bolivia:
- Brun vridvinge (C. subbrunneus)
- Rödbrun vridvinge (C. superrufus)